# Initiative Sozialistisches Forum
Die Initiative Sozialistisches Forum (ISF) ist eine seit 1981 bestehende antideutsche Gruppe aus Freiburg im Breisgau. Sie orientiert sich an der Frankfurter Schule und rätekommunistischen Konzepten. Gegründet wurde die ISF von ehemaligen Mitgliedern des Sozialistischen Büros, denen sich später Mitglieder der GIM und der Gewaltfreien Aktion Freiburg anschlossen. Jedes Semester bietet sie in Freiburg jour-fixe-Vorträge an.

## Verein und Verlag
Trägerverein der Initiative Sozialistisches Forum ist der Verein Institut für Sozialkritik Freiburg (ISF) e.V. Dieser betreibt seit 1985 auch den Freiburger ça ira-Verlag, in dem neben eigenen Schriften die Werke eines breiten Spektrums materialistischer und ideologiekritischer Autoren verlegt werden. Trotz der formaljuristischen Ausgliederung des Verlages im Jahr 2000 entzog das Finanzamt 2005 aufgrund der weiterhin regelmäßigen Zuwendungen an den Verlag dem ISF e. V. den Status der Gemeinnützigkeit.

## Streit mitCafé Palestine Freiburg
Ende 2013 kam es zu einem Streit mit der israelfeindlichen Gruppe Café Palestine, die ihren Sitz in Freiburg hat und dem Boycott, Divestment and Sanctions (BDS) angehört. Die Vorsitzende des gleichnamigen Vereins ist Gabi Weber, die Joachim Bruhn in der Badischen Zeitung als Helfershelferin von Neonazis bezeichnete. Beide Gruppen, das ISF und das Café, teilten sich lange Zeit eine Veranstaltungsräumlichkeit, das Café Jos Fritz, in der Freiburger Spechtpassage. Nachdem die ISF eine Veranstaltung mit dem Publizisten Henryk M. Broder unter dem Titel „Café Judenhaß“ in der Spechtpassage organisierte, sprachen die Betreiber des Jos Fritz Cafés ihnen ein Veranstaltungsverbot aus. Im Anschluss kam es laut der ISF zur Kündigung ihrer Räumlichkeiten, die sich ebenfalls in der Spechtpassage befanden. Dem Streit vorangegangen war eine Veranstaltung des Café Palestines mit dem britischen Jazzmusiker und politischen Aktivisten Gilad Atzmon. Die ISF verfasste daraufhin ein Flugblatt und forderte das Café Jos Fritz dazu auf, die „antizionistische Propagandazentrale“ zu beenden. „Das Café Palestine trägt seinen Namen ganz zu Unrecht. Angemessener wäre Café Anti-Israel, denn Inhalt und Ziel seiner Veranstaltungen ist die Denunziation Israels, wie dessen bisherige Aktivitäten und Vorträge zeigen.“

## Veröffentlichungen
- 30. Januar. Materialistisches Gedenken zum 50. Jahrestag der faschistischen Diktatur. Texte zur Veranstaltungsreihe im Januar 1983, G. Bachmann [Vertrieb], Freiburg im Breisgau, Eichrodtstraße 4, 1983 (zum Teil kostenlos online verfügbar).
- Frieden. Je näher man hinschaut, desto fremder schaut es zurück. ça ira Verlag, Freiburg im Breisgau 1984, ISBN 3-924627-01-0.
- Diktatur der Freundlichkeit. Über Bhagwan, die kommende Psychokratie und Lieferanteneingänge zum wohltätigen Wahnsinn. ça ira Verlag, Freiburg im Breisgau 1985, ISBN 3-924627-02-9.
- Kritik & Krise. Materialien gegen Ökonomie und Politik. ça ira Verlag, Freiburg im Breisgau 1989-, ISSN 0948-3888.
  - Das Elend der Studentenbewegung. Nr. 1, ça ira Verlag, Freiburg im Breisgau 1989, OCLC 913256560.
  - Nie wieder Deutschland. Nr. 2/3, ça ira Verlag, Freiburg im Breisgau 1990, OCLC 913256560.
  - Logik des Antisemitismus. Nr. 4/5, ça ira Verlag, Freiburg im Breisgau 1991, OCLC 913256560.
  - Nationalsozialistischer Staat – postfaschistische Demokratie Nr. 6, ça ira Verlag, Freiburg im Breisgau 1993, OCLC 913256560.
- Das Ende des Sozialismus, die Zukunft der Revolution. Analysen und Polemiken. ça ira Verlag, Freiburg im Breisgau 1990, ISBN 3-924627-17-7.
- Schindlerdeutsche. Ein Kinotraum vom Dritten Reich. Freiburg im Breisgau ça ira Verlag, 1994, ISBN 3-924627-40-1.
- Der Theoretiker ist der Wert. ça ira Verlag, Freiburg im Breisgau 2000, ISBN 3-924627-56-8.
- Flugschriften. Gegen Deutschland und andere Scheußlichkeiten. ça ira Verlag, Freiburg im Breisgau 2001, ISBN 3-924627-77-0.
- Furchtbare Antisemiten, ehrbare Antizionisten. Über Israel und die linksdeutsche Ideologie. 2., erweiterte Auflage. ça ira Verlag, Freiburg im Breisgau 2002, ISBN 3-924627-08-8.
- Das Konzept Materialismus. Pamphlete und Traktate. ça ira Verlag, Freiburg im Breisgau 2009, ISBN 978-3-924627-90-4.
- Ein Lichtlein für die Toten. Flüchtlingsabwehr, Klimaschutz, Corona. ça ira Verlag, Freiburg im Breisgau 2022, ISBN 978-3-86259-179-4.